# Ava Leigh
Ava Leigh, pseudonimo di Hayley Carline (Chester, 22 novembre 1985), è una cantautrice britannica di genere reggae.

## Biografia
Ha iniziato a suonare con una jazz band composta da compagni di scuola provando per varie etichette discografiche musica contemporary R&B, senza però avere un particolare successo.
Si è avvicinata poi. al reggae fusion grazie ai consigli della madre, praticando un sottogere: il cosiddetto lover's rock (sul genere di Silly Games di Janet Kay). Ha composto canzoni con Nick Manasseh, Future Cut e Feng Shui per l'album di debutto Turned on Underground.
Registrato in parte allo Harry J, in Giamaica, con il contributo di musicisti come Sly Dunbar e Robbie Shakespeare (già sessionman con Bob Dylan) l'album ha ricevuto critiche favorevoli. Ha inciso anche due extended play (EP): uno registrato live intitolato iTunes Live: London Festival '08 ed uno comprendente quattro tracce, dal titolo La La La, distribuito il 5 gennaio 2009.
La sua canzone Mad About the Boy è stata utilizzata nel film La mia vita è un disastro, mentre la sua versione di Mas que nada ha accompagnato nel 2008 lo spot pubblicitario per una linea di abbigliamento.

## Discografia

### Album
- Turned on Underground (2008).[1]

### EP
- iTunes Live: London Festival '08 (2008)
- La La La (2009)

### Singoli
| Anno | Singolo           | UK chart position | Album                  |
| ---- | ----------------- | ----------------- | ---------------------- |
| 2007 | "La La La"        | —                 | Turned on Underground. |
| 2008 | Mad About the Boy | 128               | Turned on Underground. |

.
1. ↑  Distribuito come doppio lato A in alcuni casi con Mas que nada.